# Чочешти (Арђеш)
Чочешти (рум. Ciocești) насеље је у Румунији у округу Арђеш у општини Барла. Oпштина се налази на надморској висини од 167 m.

## Становништво
Према подацима из 2002. године у насељу је живело 476 становника, од којих су сви румунске националности.